# Cluedo – en mordgåta
Cluedo – en mordgåta är ett TV-program som sändes i TV4 under våren och hösten 1996. De två säsongerna hade sex avsnitt vardera. Programledare var Martin Timell. 
Ett mord har begåtts och under programmets gång ska det avslöjas vem som är mördaren på Döinge Hus. Grevinnan von Thän, fröken Anette Gulling, överste Douglas Olsson, docent John Plommongren, pastor Seved Fillén och hushållerskan Siv Holm är alla misstänkta. Vilket mordvapen användes och i vilket rum på slottet skedde mordet? Kommissarie Bert Berg ska försöka lösa mordgåtan. De misstänkta utfrågas även av publiken. Vem talar egentligen sanning och vem är det som har anledning att ljuga?

## Medverkande i urval
- Grynet Molvig – grevinnan Margareta von Thän (fru Blå)
- Gunvor Pontén – hushållerskan Siv Holm (fru Vit)
- Peder Falk – överste Douglas Olsson (överste Senap, gul)
- Reuben Sallmander – docent John Plommongren (professor Plommon, lila)
- Mi Ridell – fröken Anette Gulling (fröken Röd)
- Helge Skoog – pastor Seved Fillén (pastor Grön)
- Rolf Skoglund – kommissarie Bert Berg
- Sten Hellström – Völund Lilja

### Gästroller
Kjell Bergqvist, Birgitta Andersson, Lakke Magnusson, Janne Carlsson, Jessica Zandén, Kim Anderzon, Peter Harrysson, Göran Gillinger, Eva Röse, Jakob Eklund och Allan Svensson. 

## Avsnitt

### Säsong 1
1. "Reporter till salu" (22 januari)
2. "Lisa Spiis" (29 januari)
3. "Skattmasen" (5 februari)
4. "Slaktarens återkomst" (26 februari)
5. "Mediernas makt" (4 mars)
6. "Skriket" (11 mars)

### Säsong 2
1. "Nyfiken i en strut" (4 november)
2. "Dödligt svek" (11 november)
3. "En sista kyss" (18 november)
4. "Kortaste strået" (25 november)
5. "Farliga kontakter" (2 december)
6. "Dödligt frieri" (9 december)